# アレクサンダー＝ミシェル・メルキ
アレクサンダー＝ミシェル・メルキ（Alexander Michel Melki, 1992年11月14日 - ）は、スウェーデン・セーデルテリエ出身のサッカー選手。レバノン・プレミアリーグ・アル・アンサール・ベイルート所属。ポジションはDF。左右のセンターバックのポジションを本職としながらも左右のサイドバックや守備的MFなど全ての守備的ポジションでプレーすることができるユーティリティープレイヤー。
生まれと育ちはスウェーデンだが、レバノン人の父方の祖父を持つことを理由に、2018年にレバノンA代表でのプレーを選択。2019年のAFCアジアカップにも出場。サガン鳥栖、ヴィッセル神戸、FC東京等でプレーしたジョアン・オマリと共に守備ラインを形成した。
自身の父と同様シリアンスカFCで6年間プレーした後、2017年にAFCエシルストゥーナと契約。2019年にカタール・スターズリーグのアル・ホールSCに移籍した。

## 経歴
スウェーデン人の母とシリア人の父ロバート・ミシェル・メルキの間にスウェーデンで生まれた。 出自の関係（祖父がレバノン人）でレバノンのパスポートも取得しており、レバノン代表としての公式戦出場資格を得ている。弟のフェリックス＝ミシェル・メルキも同じプロサッカー選手として活躍している。

### シリアンスカFC
7歳の時に地元のクラブであるスウェーデンのシリアンスカFCの育成部門に入団、サッカー選手としてのキャリアをスタートさせた。 2011年にプロ契約を結びトップチームに昇格。18歳7か月6日でスウェーデンのトップリーグであるアルスヴェンスカンでのデビューを果たした。プロ初年度となった2011年シーズンではリーグ戦10試合に出場。プロ2年目となった2012年シーズンから先発としての地位を確立した。プロ5年目となった2015年からは同チームのキャプテンに任命された。

### AFCエシルストゥーナ
シリアンスカFCとの契約が満了になった2017年に国内トップリーグ・アルスヴェンスカンのAFCエシルストゥーナと2年契約を結んだ。アルスヴェンスカン。スーペルエッタン、スウェーデンカップで合計55試合に出場した。2年目の2018年シーズンには弟のフェリックス＝ミシェル・メルキが同クラブに移籍してきたため、再び兄弟揃って同じチームに所属することになった。

### アル・ホールSC
2019年1月、カタール・スターズリーグのアル・ホールSCに完全移籍。2020-21シーズンではカタール・スターズ・カップ（Qatari Stars Cup）で準優勝を果たした。東京ヴェルディやジュビロ磐田でプレーした日本代表の小林祐希の同僚である。

### アル・シャハーニーヤSC
2021年、アル・シャハーニーヤSCに移籍。

## 代表経歴
スウェーデン代表のアンダーカテゴリーに選出され同国U19やU21の代表チームでプレーしたものの、2018年にレバノン代表を選択。2018年11月15日にレバノン代表としての公式戦デビューを果たしフル出場した（対戦相手はウズベキスタン代表）。 その１か月後には弟のフェリックス＝ミシェル・メルキと共にAFCアジアカップ2019に招集された。
2022 FIFAワールドカップ予選の韓国代表戦で「トッテナム・ホットスパーFCのFWソン・フンミンを無力化した」（試合結果は0-0の引き分け）と高く評価されレバノンのマン・オブ・ザ・マッチに選出された。

## プレースタイル
対人における守備や空中戦での強さを備え、的確なビルドアップや正確なロングフィードで攻撃にも参加する。左右のセンターバックを本職としながらも左右サイドバックとしてのプレー経験も豊富でチーム状況によっては守備的MFのポジションでプレーしたこともある。全ての守備的ポジションでプレーできるポリバレントな選手である。